# Radio Free Europe (chanson)
Singles de R.E.M.
Radio Free Europe
(I.R.S., 1983)
Singles de R.E.M.
Radio Free Europe
(Hib-Tone, 1981) Talk About the Passion
(1983)
Clip vidéo
[vidéo] « Radio Free Europe », sur YouTube
Radio Free Europe est une chanson du groupe de rock américain R.E.M..

## Version de 1981
La chanson a été originellement enregistrée par R.E.M. sur le label local independant Hib-Tone,. Elle est sortie en single dans un tirage à 1000 exemplaires. C'était le premier single du groupe.
Cependant, le groupe detestait le son de cette première version. Peter Buck a rappelé:

« Nous la détestions. Apparemment, elle a été masterisée par un homme sourd. »

## Version de 1983
Plus tard, la chanson a été réenregistrée par R.E.M. pour leur album Murmur, sorti sur I.R.S. Records le 12 avril 1983.
Publiée en single (sur le label I.R.S. Records) en juillet 1983, cette nouvelle version a atteint la 78e place du Hot 100 du magazine musical américain Billboard, passant en tout 5 semaines dans le chart.

## Composition
La chanson est créditée à R.E.M. L'enregistrement de 1983 a été produit par Mitch Easter et Don Dixon.

## Paroles
La chanson traite de l'impérialisme culturel américain. Cependant, les paroles sont vagues/inintelligibles parce que Michael Stipe n'a pas fini l'écriture des paroles avant l'enregistrement (et il a donc marmonné des paroles inintelligibles).

## Accolades
En 2004, Rolling Stone a classé cette chanson, dans la version de R.E.M., 379e sur sa liste des « 500 plus grandes chansons de tous les temps ». (En 2010, le magazine rock américain a mis à jour sa liste, maintenant la chanson est 389e.)

## Classements
| Classement (1983)    | Meilleure position |
| -------------------- | ------------------ |
| États-Unis (Hot 100) | 78                 |